# Maria Anabela Sávio

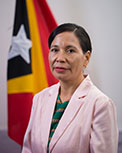
Maria Anabela Sávio

Maria Anabela Sávio (* 7. Mai 1974 in Fuiloro, Lautém, Portugiesisch-Timor) ist eine Politikerin aus Osttimor. Sie ist Mitglied der Partei FRETILIN und hier Angehörige des Zentralkomitees der Partei (CCF).

## Werdegang
Sávio hat einen Bachelor-Titel für das Lehramt. Sie war seit 2009 im öffentlichen Dienst. Seit 2011 hatte sie Beamtenstatus.
Bei den Parlamentswahlen in Osttimor 2012 war Sávio als 18. Ersatzkandidatin der FRETILIN nominiert. Bei den Parlamentswahlen 2017 trat sie als reguläre Kandidatin auf Listenplatz 26 an, verpasste aber den direkten Einzug in das Nationalparlament Osttimors. Da aber gewählte Abgeordnete der FRETILIN auf ihren Sitz verzichteten, rückte Sávio noch 2017 in das Parlament nach. Hier war sie Mitglied in der Kommission für Wirtschaft und Entwicklung (Kommission D).
Da die Minderheitsregierung von FRETILIN und PD sich im Parlament nicht durchsetzen konnte, löste es Präsident Francisco Guterres auf und rief zu Neuwahlen auf. Sávio gelang bei der Neuwahl am 12. Mai 2018 auf Platz 11 der FRETILIN-Liste der erneute Einzug ins Parlament. Sie wurde Sekretärin der Kommission für Infrastruktur (Kommission E).
Bei den Parlamentswahlen 2023 kandidierte Sávio auf Platz 12 der Liste der FRETILIN und zog wieder in das Nationalparlament ein.